# Carthage (Dacota do Sul)
Carthage é uma cidade localizada no estado norte-americano de Dakota do Sul, no Condado de Miner.

## Demografia
Segundo o censo norte-americano de 2000, a sua população era de 187 habitantes.
Em 2006, foi estimada uma população de 164, um decréscimo de 23 (-12.3%).

## Geografia
De acordo com o United States Census Bureau tem uma área de
3,9 km², dos quais 3,8 km² cobertos por terra e 0,1 km² cobertos por água. Carthage localiza-se a aproximadamente 437 m acima do nível do mar.

## Localidades na vizinhança
O diagrama seguinte representa as localidades num raio de 28 km ao redor de Carthage.